# Spetssköldbladfotingar
Spetssköldbladfotingar (ibland kallade Triops) är ett släkte vattenlevande kräftdjur av ordningen sköldbladfotingar (Notostraca). Dessa har överlevt i stort sett oförändrade sedan Trias för över 200 miljoner år sedan.
Ryggsidan täcks av en stor sköld med en tydlig köl längs mittlinjen. De har två tätt sittande fasettögon med ett tredje litet naupliusöga bakom. Bakkroppen liknar en svans och är försedd med två pisklika utskott. 
Spetssköldbladfotingar är mycket lika de närbesläktade hästskoräkorna (Triops) till utseendet, men hästskoräkor saknar den utskjutande platta mellan de bakre utskotten som är typisk för spetssköldbladfotingarna.
Det finns c.a 10 olika arter av spetssköldbladfotingar, men endast två av arterna, Lepidurus apus och Lepidurus arcticus, är funna i Sverige. Båda arterna är rödlistade (hotade) - L. apus är funnen på en enda plats i Gislöv, Skåne, och L. arctus är funnen i några spridda lokaler i svenska fjällkedjan.
L. apus har 2010 även återupptäckts på en lokal i Uppsalatrakten. 